# Route nationale 33 (Luxembourg)
Pour les articles homonymes, voir N33 et Route nationale 33.
La route nationale 33 est une route nationale luxembourgeoise reliant Kayl à Rumelange.